# 오기노하마촌
오기노하마촌(荻浜村)은 1955년까지 미야기현 오시카군의 남동부에 있던 촌이다. 현재의 이시노마키시  오기하마, 오오기하마, 호쿠자키하마, 고타케하마, 고다키하마, 사무라이하마, 타케하마, 다시로하마, 마키하마, 쓰키우라, 후쿠키우라, 모모우라에 해당한다.

## 개요
오기하마항을 중심으로 취락이 밀집되어 있으며, 메이지 초기에는 일본우선의 내항선의 기항지였다. 마을 북서쪽의 쓰키우라(月浦)는 지쿠라 상장의 로마로 가는 항해지였다.

## 역사
- 1889년 4월 1일 - 정촌제 시행에 수반해 12촌이 합병해 오기노하마촌이 성립하였다.
- 1955년 4월 10일 - 이시노마키시에 편입되었다.

## 참고문헌
- 『宮城県町村合併誌』（宮城県地方課、1958）
- コンサイス日本地名事典 ＜第3刷＞ 編：三省堂編修所、出版：株式会社三省堂、1989年12月15日第3刷発行。